# Гирдвайнис, Эдвинас
Эдвинас Гирдвайнис (лит. Edvinas Girdvainis; 17 января 1993) — литовский футболист, защитник клуба «Зандхаузен» и сборной Литвы.

## Биография
Эдвинас начал взрослую карьеру в клубе «Экранас» в высшей лиге Литвы. В 2014 году перебрался в Испанию в клуб Сегунды B «Марбелья», а в 2016 году перешёл в клуб «Пяст» из Польской Лиги.
Летом 2017 года был отдан в аренду в клуб «Томь». Дебютный матч в ФНЛ сыграл 26 июля 2017 года против «Крыльев Советов». Всего за сезон провёл 22 матча в ФНЛ.
В июле 2018 года перешёл в израильский клуб «Хапоэль» (Тель-Авив), но за него сыграл только 3 матча в Кубке лиги. С августа того же года играет в Азербайджане за клуб «Кешля».
Выступал за юношескую и молодёжную сборную Литвы. В национальной сборной дебютировал 23 марта 2016 года в матче против Румынии.